# Nevrorthus hannibal
Nevrorthus hannibal är en insektsart som beskrevs av U. Aspöck och H. Aspöck 1983. Nevrorthus hannibal ingår i släktet Nevrorthus och familjen Nevrorthidae. Inga underarter finns listade i Catalogue of Life.